# ラブ・レボリューション
『ラブ・レボリューション』（Love Revolution）は、2001年4月9日より6月25日まで毎週月曜日21:00 - 21:54に、フジテレビ系列の「月9」枠で放送された日本のテレビドラマ。主演は江角マキコ。

## 概要
主人公の設定年齢は32歳で、若年層向けのラブストーリーが多かった月9枠としてはやや高めである。これは、若年層向けのラブストーリーが新鮮味を失ってしまったため、高年齢層向けへのシフト・チェンジを図ったため。
本作はそれなりの視聴率を出したものの、放送終了後に山本圭壱の騒動や押尾学が事件を起こした事などから、地上波での再放送は不可能であると見られている。
同年10月17日にDVDが4巻同時に発売された。

## ストーリー
外科医の浅丘恭子（江角マキコ）は強くて仕事ができるが、恋に不器用な女。彼女を中心にスチュワーデスの遠藤真理子（米倉涼子）、テレビ局記者の須賀（藤木直人）、売れない俳優の矢吹（押尾学）ら男女8人で繰り広げられるラブストーリー。

## キャスト

### 主要人物
浅丘恭子〈32〉
演 - 江角マキコ
総合病院に勤める外科医。
遠藤真理子〈27〉
演 - 米倉涼子
国際線のスチュワーデス。過去に結婚歴がありバツイチ。
須賀英一郎〈30〉
演 - 藤木直人
テレビ局記者。
矢吹守〈24〉
演 - 押尾学
舞台俳優。
吉田清志〈36〉
演 - 山崎銀之丞
片桐健三の秘書。亜紀子に惚れている。
福田卓也〈33〉
演 - 山本圭壱
「イル・ポルチェリーノ」のシェフ。真理子に恋心を抱く。
江川良枝〈23〉
演 - 酒井美紀
恭子の従姉妹。恭子の母に見合いを勧められたのをきっかけに、恭子の家に転がり込んでくる。

### その他の人物
片桐亜紀子〈26〉
演 - 戸田麻衣子
片桐健三の娘。須賀に気がある。
高槻ふみ子〈52〉
演 - 松本留美
清水稔
演 - 田山涼成
片桐健三〈51〉
演 - 西岡徳馬
政治家。
劇団「惑星ケノン」団員
演 - ジョビジョバ
竹内医師
演 - 矢島健一
有吉千春
演 - 堀つかさ
木暮京四郎
演 - 風間トオル（第2話）
小寺
演 - 宇梶剛士（第9 - 10話）
さゆり
演 - 原久美子

## スタッフ
- 脚本 - 藤本有紀
- 音楽 - K,N,I,F,E,
- プロデュース - 本間欧彦、平賀公泰
- 演出 - 永山耕三、小林和宏、本間欧彦、平井秀樹
- 技術プロデュース - 斉藤浩太郎
- TD - 堀田満之
- 撮影 - 佐々木肇、武田篤、二見健二、板槁和也、大野勝之／和田篤、熱田信、為末和寛、東田博史
- 照明 - 西川真史、和田智裕、清水智／中原淳一、堀田耕二、黒井宏行、松浦喬史
- 音声 - 竹下博英、山根剛、市村雅彦／廣岡豊、谷部剛、近藤崇宏
- 映像 - 岡澤聡、小田島健秀
- 録画 - 小幡成樹
- スタジオVTR - 山本米勝
- MAV - 亀山貴之
- 編集 - 深沢佳文／平川正治
- 選曲 - 小西善行
- VTR編集 - 大方泉／杉山英希
- 音響効果 - 岩本泰乃／大橋史枝、阿比留奈穂子
- デザイン - 荒川淳彦
- 美術P - 関口保幸
- 美術進行 - 安藤典和
- 装飾 - 高田修司
- 大道具 - 宮本昌和、高木宏之／矢島幹之
- 持道具 - 武藤浩一
- アクリル装飾 - 早坂健太郎
- 視覚効果 - 浅田雅美
- 電飾 - 寺田豊／大堀太
- 衣装 - 熱海里穂
- メイク - 坂本敦子
- スタイリスト - 井関智子、土山和子
- タイトルスチル - 土牧佑
- 装壁画 - 横尾美美
- CG - 竹内真由美
- タイトル - 山形憲一
- 医療指導 - 片山雅彦（東邦大学医学部附属大森病院）
- 看護指導 - 石田喜代美
- フードコーディネート - 住川啓子
- ローマコーディネート - イタルメディア
- 演出補 - 平井秀樹、成田岳、松山博昭、西坂瑞城
- スケジュール - 森本和史
- 広報 - 為永佐知男
- スチル - 青木操生
- 記録 - 渡辺美恵、曽我部直子
- プロデュース補 - 加藤早苗
- 制作担当 - 松岡利光
- 制作主任 - 松井嚆矢

## テーマ曲
- 主題歌：平井堅「KISS OF LIFE」
- 挿入歌：唐沢美帆「Way to Love」

## サウンドトラック
- Love Revolution - Knife
  - Prologue Piano 〜 ベートーベン「悲愴」第2楽章より 〜
  - Oh baby darling
  - When will I hold you
  - Classic 〜 Way to Love 〜
  - Way to Love〜Love Revolution Edit〜
  - Just one kiss
  - Cinderella
  - Wish
  - 冷たい雨
  - Piano〜When will I hold you〜
  - Someday
  - In my spell
  - Don't forget you
  - Classic〜When will I hold you〜
  - Rain drop tear drop
  - Epilogue Piano〜Way to Love〜

## 受賞歴
- 第29回ザテレビジョンドラマアカデミー賞[1]
  - ベストドレッサー賞（米倉涼子）

## 放送日程
| 各話                                                       | 放送日        | サブタイトル     | 演出     | 視聴率 |
| ---------------------------------------------------------- | ------------- | ---------------- | -------- | ------ |
| 第1話                                                      | 2001年4月09日 | 恋の遺伝子       | 永山耕三 | 20.3%  |
| 第2話                                                      | 2001年4月16日 | 恋の季節         | 永山耕三 | 17.2%  |
| 第3話                                                      | 2001年4月23日 | 恋する女たち     | 小林和宏 | 17.7%  |
| 第4話                                                      | 2001年4月30日 | 恋のバカンス     | 小林和宏 | 16.5%  |
| 第5話                                                      | 2001年5月07日 | 恋の病           | 永山耕三 | 17.1%  |
| 第6話                                                      | 2001年5月14日 | 恋のディスタンス | 本間欧彦 | 16.8%  |
| 第7話                                                      | 2001年5月21日 | 恋の選択肢       | 小林和宏 | 17.1%  |
| 第8話                                                      | 2001年5月28日 | 恋のエアポート   | 永山耕三 | 17.6%  |
| 第9話                                                      | 2001年6月04日 | 恋のリセット     | 本間欧彦 | 18.1%  |
| 第10話                                                     | 2001年6月11日 | 恋のリベンジ     | 小林和宏 | 15.9%  |
| 第11話                                                     | 2001年6月18日 | 恋のあやまち     | 平井秀樹 | 16.6%  |
| 最終話                                                     | 2001年6月25日 | 恋と革命         | 永山耕三 | 17.0%  |
| 平均視聴率 17.4%（視聴率は関東地区・ビデオリサーチ社調べ） |               |                  |          |        |